# Hexatoma cantonensis
Hexatoma cantonensis är en tvåvingeart som beskrevs av Alexander 1938. Hexatoma cantonensis ingår i släktet Hexatoma och familjen småharkrankar. Inga underarter finns listade i Catalogue of Life.